# 锥吻南鳅
锥吻南鳅（学名：Schistura conirostris）为輻鰭魚綱鯉形目條鳅科南鳅属的鱼类。在中国，分布于云南景洪县流沙河口等，棲息在河川底中層水域，生活習性不明。该物种的模式产地在云南景洪县流沙河口。

## 扩展阅读
維基物種上的相關：锥吻南鳅